# Triskalia
Triskalia est une coopérative agricole bretonne résultant de la fusion en 2010 de Cam 56, Coopagri Bretagne et Eolys.
En 2018, elle comprend 18 000 agriculteurs adhérents, 4 800 salariés et 300 sites commerciaux et industriels. La coopérative s'est diversifiée vers d'autres métiers (jardineries, fioul, espaces verts, bio-énergie…) complémentaires des métiers agricoles. Elle est mise en cause lors de l'affaire des algues vertes et dans diverses controverses .

## Histoire

### Structures préexistantes
Triskalia est fondée en octobre 2010 de la fusion de 3 coopératives. La plus ancienne est Coopagri Bretagne qui trouve ses racines en 1911 avec la fondation de l'Office central de Landerneau. La Coopérative des Agriculteurs du Morbihan (CAM56) est née en 1933, en pleine crise agricole. L'Union Eolys est issue du regroupement, en 2003, des coopératives Douphine, Dynal et Trieux, créées respectivement en 1945, 1946 et 1950. 

### Projet de fusion
Le projet de fusion des 3 coopératives est annoncé en février 2010 et voté lors des assemblées générales des 10 et 11 juin 2010. Le 9 septembre 2010, l’Autorité de la concurrence rends un avis favorable à la fusion.

### Fondation de Triskalia
La fusion est effective depuis le 1er octobre 2010. Le nom Triskalia est formé à partir de tri (trois) et du mot triskell, qui évoque ainsi l'ancrage territorial de la coopérative.[Comment ?]
En 2011, Triskalia créé une chaire école-entreprise avec deux autres coopératives (Agrial et Terrena) et trois grandes écoles de l’ouest (Agrocampus à Rennes, le groupe ESA à Angers et Oniris à Nantes). La coopérative participe aussi à la création d’Agrihub, première centrale d'achats en agrofourniture.
En 2012, Triskalia fusionne ses filiales de commercialisation de légumes frais, Primeurs des Iles-Sévère et Sicagri-Ollier, au sein d’une nouvelle entité : Keltivia. 
En décembre 2017, les coopératives du Groupe d'aucy et Triskalia annoncent au siège de la région Bretagne, un projet de fusion de leurs activités. Dans un premier temps, les deux coopératives se rapprochent au sein d'une union, pendant 2 ans, avant de fusionner pleinement leurs activités. 
En septembre 2018, des salariés de la coopérative se rassemblent, à l'appel de la direction, à l'extérieur de plusieurs sites du groupe pour protester contre les actions de dénigrement et les « attaques personnelles » dont ils feraient l'objet de la part d'un « groupuscule composé de quelques activistes »,.
L'Autorité de la concurrence valide en juillet 2019 l'union des deux groupes, d'Aucy et Triskalia, dont le futur nom, Eureden, est choisi par l'agence Næmes en février 2019. Eureden est en 2020 la première coopérative agricole bretonne avec un chiffre d’affaires de 3,1 milliards d’euros, 63 sites industriels et 310 magasins. Le nouveau groupe compte plus de 20 000 agriculteurs adhérents et plus de 9 000 employés.

## Activités
- Agriculture : conseils, produits et services destinés aux agriculteurs pour leurs productions animales et végétales ;
- Agroalimentaire : transformation et commercialisation de produits alimentaires (produits laitiers, viande bovine et porcine, volaille, œufs, légumes frais et pommes de terre, légumes industrie) ;
- Distribution : jardineries et libre-service agricole (Magasin vert, Point Vert, Point Vert Le Jardin), animalerie (Terranimo), distribution professionnelle (machinisme agricole et matériel espaces verts avec Cultivert, fioul avec Sicarbuouest…).

## Sites
Le site de Glomel s'étend sur 12 hectares. Ce site qui permet de stocker 65 000 tonnes de produits est classé Seveso seuil haut. En 2018, l'entrepôt de la partie distribution s'installe à Rostrenen, dans un bâtiment de 28 000 m². 

## Résultats
- Chiffre d’affaires 2016[2] : 1.9 milliard d’euros 
  - Résultat d'exploitation 2016[2] : 16,4 millions
- Chiffre d’affaires 2015[20] : 2,037 milliards d’euros 
  - Résultat d'exploitation 2015[20] : 22,4 millions
- Chiffre d’affaires 2014[21] : 2,1 milliards d’euros 
  - Résultat d'exploitation 2014[21] : 23,9 millions
- Chiffre d’affaires 2013[5] : 2,2 milliards d’euros 
  - Résultat d'exploitation 2013[5] : 18,7 millions
- Chiffre d’affaires 2012[22] : 2,3 milliards d’euros
- Résultat d'exploitation 2012[22] : 11,4 millions

## Marques et enseignes

### Marques produits
Les marques produits
Paysan Breton - Régilait – Mamie Nova - Ronsard – Prince de Bretagne – Keltivia

### Enseignes
Magasin Vert – Point Vert Le Jardin – Point Vert - Cultivert – Hortalis –  Sicarbu Ouest - Terranimo[source secondaire souhaitée]

## Filiales agroalimentaires
- Gelagri
- Ronsard
- Laïta
- Socopa Viande
- Keltivia
- Capinov
- Vetagri

## Procès, scandales et polémiques
(septembre 2018).

### Intoxication chimique à l'usine de Plouisy
En février 2009, à l'usine Nutréa, appartenant à la coopérative Eolys (devenue Triskalia en octobre 2010) de Plouisy,  plusieurs salariés sont exposés à un pesticide, interdit depuis juin 2007, le Nuvan total, à la suite d'un traitement fait plus tôt sur des céréales,. En septembre 2011, le groupe Nutréa, filiale de Triskalia, est mis en cause par des salariés de Plouisy pour intoxication. 
Quatre salariés du site, appuyés par le syndicat SUD Industrie, membre de l'Union syndicale Solidaires, portent plainte contre l'entreprise Eolys devenue Triskalia pour intoxication devant le tribunal des affaires de Sécurité sociale, le tribunal des Prud'hommes, et également au pénal,. Après plusieurs arrêts maladie consécutifs, deux d'entre eux sont déclarés inaptes par la médecine du travail. Les deux autres salariés tentent actuellement de faire reconnaître leur hypersensibilité chimique multiple en maladie professionnelle. La MSA n’a pas reconnu le caractère professionnel de leur maladie, considérant qu’il n’y a pas de lien avec leur travail. Les quatre ont été licenciés par Nutréa pour inaptitude, après que ceux-ci aient refusé les solutions de reclassement proposées, « en raison de l'environnement chargés en produits chimiques, et de l'éloignement géographique des postes proposés »,,. 
Le 11 septembre 2014, le tribunal des affaires de Sécurité sociale de Saint-Brieuc reconnaît la faute inexcusable de Nutréa vis-à-vis des deux premiers, dont les intoxications avaient été reconnues en accident du travail. Nutréa annonce faire appel de cette décision, avant d'y renoncer. Le 22 septembre 2016, le Tribunal des Affaires de Sécurité Sociales de Saint-Brieuc estime leur préjudice a 114 000 € pour Laurent Guillou et 105 000 € pour Stéphane Rouxel,. 
Ces deux victimes ont également saisi les prud'hommes pour contester le motif de leur licenciement et obtenu gain de cause,. Une plainte au pénal est également déposée, classée une première fois puis relancée, elle en est au stade de l'enquête préliminaire.
La Commission des pétitions du Parlement européen demande en avril 2017 à la Commission européenne l'ouverture d'une enquête « sur l’utilisation des produits phytosanitaires dans l’entreprise Triskalia, et plus largement dans les autres entreprises du secteur agroalimentaire de Bretagne ».
Un « collectif de soutien aux victimes des pesticides de l'ouest » naît, à la suite de « l'affaire Triskalia », en avril 2016. Il obtient l'écoute de la Commission européenne et reçoit le soutien de la députée Eva Joly.

### Importation de maïs traité à la phosphine
En décembre 2016, Triskalia importe de Roumanie et débarque à Brest 25 000 tonnes de maïs traité à la phosphine, gaz mortel par inhalation,. 
En avril 2017, les députés de la commission des pétitions du Parlement européen demandent à l'unanimité « à la France de rendre publics les résultats des analyses concernant le maïs contaminé à la phosphine stocké sur le port de Brest ». La Commission européenne diligente une enquête en Bretagne du commissaire Vytenis Andriukaitis en mai 2018, sur la question du maïs traité à la phosphine ainsi que, plus généralement, sur l'utilisation des pesticides en région Bretagne,,.
La direction de Triskalia assure en décembre 2016 « qu’un contrôle de la marchandise « a révélé une absence totale de résidus » ». Au terme d'analyses commandées par l'État, cependant, 1 639 tonnes de maïs sont déclarées impropres à la consommation animale et détruites.

### Intoxications et pollutions sur le site de Glomel
France Culture révèle le 26 février 2015 que sur le site Triskalia de Glomel un nombre anormal de salariés et ex-salariés est atteint de cancers,.
Selon le « Collectif de soutien aux victimes des pesticides de l'ouest », sur les 9 salariés affectés au stockage des produits phytosanitaires à Glomel en 1992, 5 sont décédés avant 70 ans dont 4 par cancer, 4 sont actuellement atteints de cancer.
Noël Pouliquen, manutentionnaire depuis 1996, ayant développé un lymphome non hodgkinien en 2015 à l'âge de 47 ans, est reconnu en maladie professionnelle le 24 décembre 2016 par la Mutualité sociale agricole (MSA) au titre du tableau 59 du régime agricole. La justice reconnaît en 2019 « la faute inexcusable de l’employeur Triskalia à l’encontre de Noël Pouliquen »,.
En août 2018, le site de Glomel est brièvement occupé par des faucheurs volontaires, qui dénoncent les effets sur la santé des produits phytosanitaires stockés,.

### Lait contaminé aux antibiotiques
Un éleveur des Côtes-d'Armor porte plainte en août 2018 contre la coopérative Triskalia qui lui avait livré des aliments médicamenteux pour lapins en lieu et place de nourriture pour bovins, alors même que ces produits (oxytétracycline, tiamuline et néomycine) ne sont pas autorisés pour l'alimentation bovine. 
L'entreprise reconnaît une erreur de livraison. La production laitière de l'éleveur étant partie sur les circuits de distribution, l'éleveur poursuit Triskalia pour 9 chefs d'accusation, dont ceux de mise en danger de la vie d'autrui, tromperie caractérisée, atteinte volontaire à l'intégrité et à la vie d'un animal. 
 La direction départementale de la protection des populations confirme la pollution des aliments. Le collectif de soutien aux victimes de Triskalia indique que « le lait collecté dans cette ferme a pu contaminer la production de lait infantile, sans que la coopérative n’avertisse les autorités sanitaires et ne prenne de mesures de précaution pour la chaîne alimentaire ».

### Licenciements sans cause réelle, sérieuse et licenciement au titre de maladie professionnelle
Deux anciens employés de Triskalia gagnent des indemnités à hauteur de 100 000 euros le 24 octobre 2019 aux prud'hommes de Guingamp pour licenciements sans cause réelle et sérieuse et pour licenciement au titre de maladie professionnelle.